# GameStar
Die GameStar (kurz GS) ist eine deutsche Computerspielezeitschrift mit Sitz in München. Sie wird vom Verlag Webedia Gaming GmbH herausgegeben, einer Tochter des gleichnamigen französischen Konzerns. Die Zeitschrift erscheint am vorletzten Mittwoch jedes Monats und umfasst pro Ausgabe, abhängig von der Anzahl aktuell erscheinender Spiele, etwa 132 Seiten. Eine weitere Publikation des Verlags im Bereich der Konsolenspiele war die mittlerweile eingestellte GamePro. Die gleichnamige Website gamestar.de ist das wohl am meisten besuchte Newsportal für PC-Spiele in Deutschland mit knapp 75.000 täglichen Besuchern. GameStar betreibt ebenfalls den größten redaktionellen Gamingkanal Europas auf der Videoplattform YouTube.

## Geschichte

### Redaktion
Anfang Mai 1997 begann Jörg Langer zusammen mit Charles Glimm und Toni Schwaiger, das GameStar-Konzept für den IDG-Verlag zu entwickeln. Die drei Redakteure waren zuvor größtenteils für die im DMV-Verlag erscheinende Spiele-Zeitschrift PC Player tätig gewesen. Die erste reguläre Ausgabe der GameStar (10/1997) erschien Anfang September 1997 mit einer CD-ROM inklusive Vollversion zum Preis von 6,90 DM.
Langer wurde Chefredakteur und blieb dies sieben Jahre lang. Toni Schwaiger war bei der PC Player das Ein-Mann-Filmstudio für die kurzweiligen Videoclips, die auf der Heft-CD zu finden waren. Bei diesen Videos spielten die Redakteure meist humoristische Rollen. Dieser Gedanke schaffte es in die GameStar, sodass auch auf deren beiliegender CD jeden Monat eine neue Episode von Raumschiff GameStar zu finden war.
Langer verließ die Redaktion GameStar mit der Relaunch-Ausgabe 10/2004, in der auch ein neues Wertungssystem eingeführt wurde. Als Chefredakteur folgte ihm Gunnar Lott nach; er blieb bis Ende 2007 auf der Position. Ab 2008 orientierte sich Lott im IDG-Verlag neu (er wurde Director of Online and New Business). Auf den GameStar-Chefsessel folgte ihm sein Stellvertreter Michael Trier, der bereits seit September 2004 stellvertretender Chefredakteur der GameStar gewesen war.
Ende Juni 2011 wurde die Chefredaktion umstrukturiert: dem Chefredakteur Michael Trier stand nun ein Chefredaktionsteam zur Seite, das aus Daniel Visarius (zuständig für den Bereich Hardware), Michael Graf (zuständig für den Bereich Spiele) und Frank Maier (zuständig für die Website) besteht. Der stellvertretende Chefredakteur Christian Schmidt, der bis dahin für den Bereich Spiele verantwortlich gewesen war, schied zum 30. Juni 2011 aus der Redaktion der GameStar aus.
Nachdem Jochen Gebauer im Mai 2014 als kommissarischer Chefredakteur eingesetzt wurde, verließ er den Verlag Ende Oktober und gab dieses Amt ab November 2014 an Heiko Klinge ab.

### Heftdesignänderungen
Ab der Ausgabe 04/2006 wurde die Version der Zeitschrift mit Heft-CD eingestellt. Seit der 100. Ausgabe gibt es die GameStar auch als GameStar XL mit zwei DVDs.
In Ausgabe 10/2006 gab es ein weiteres Redesign, da verlagsintern von QuarkXPress auf Adobe InDesign umgestellt wurde.
In der Ausgabe 08/2007 wurden weitere Design-Änderungen vorgenommen.
Im März 2008 wurden umfassende Änderungen am Design, am Aufbau und an der Benutzung der Internetseite durchgeführt.
Mit der Ausgabe 10/2009 reagierte die Redaktion auf das Feedback der Leser und entfernte den „Service“-Bereich aus dem Magazin, in welchem Tests zu Modifikationen, Patches und Budgetspielen aufgenommen wurden. Das Angebot wurde auf die Internetseite ausgelagert. Zudem wurden die Charts zu Anfang jeder Testkategorie neu eingeteilt.
Mit der Ausgabe 10/2010 wurde das komplette Heft-Layout überarbeitet. Die Genre-Struktur fiel weg, es gab ein neues Inhaltsverzeichnis und der Wertungskasten änderte sich erneut. Ebenfalls befand sich nun ein weißer, blau umrandeter Stern neben dem GameStar-Schriftzug auf der Titelseite.

### Sonstiges
Ein besonderes Gimmick bildete über lange Zeit hinweg die Kultserie Raumschiff GameStar. Beinahe jeden Monat gab es auf der dem Heft beigelegten CD/DVD eine Folge der von den Redakteuren des Magazins produzierten Serie. In der Serie wurden in fortlaufender Handlung neben aktuellen Entwicklungen auf dem Spiele- und Multimediamarkt vorwiegend die Science-Fiction-Thematiken von Star Wars und Star Trek parodiert. Im Sommer 2004 wurde Raumschiff GameStar eingestellt und durch die neue Serie Die Redaktion ersetzt. Produzent der Filme war jeweils Toni Schwaiger, der mit den Multimedia Leserbriefen zuvor schon ein ähnliches Format bei PC Player produziert hatte. 2001 und 2005 wurden die bis dahin gedrehten Folgen von Raumschiff GameStar in gesammelter Form auf DVD veröffentlicht und über die Zeitschrift vertrieben.
Im August 2005 erschien die erste Ausgabe des quartalsweise veröffentlichten Ablegers /GameStar/dev, ab Ausgabe 03/2008 unter dem Namen Making Games. Die Rechte dieser Zeitschrift wurden im April 2016 an den Verlag Computec Media verkauft.
Am 29. April 2015 meldete GameStar, dass IDG Communications Media die drei Tochtergesellschaften IDG Entertainment Media GmbH, Onlinewelten und das YouTube-Netzwerk Allyance an den französischen Verlag Webedia verkauft hat. Grund sei eine komplette Neuausrichtung seitens der Muttergesellschaft IDG, die sich nunmehr auf den IT-Bereich spezialisieren wolle und somit ihre Gaming-Bereiche weltweit verkaufen werde.

## Inhalt
Die Hauptkategorien der gedruckten Ausgabe der GameStar sind:
- Neuigkeiten aus der PC-Spiele-Szene, auch im weiteren Sinne (Filmumsetzungen), mit Gerüchten und Kolumnen
- Previews (Vorschauen) von PC-Spielen, welche sich noch in der Entwicklung befinden
- Tests (Reviews bzw. Rezensionen) aktueller Computerspiele (kürzlich erschienen oder kurz vor der Veröffentlichung stehend)
- Eine Titelstory (meist als ausführliches Preview zu einem kommenden Spiel, manchmal auch als Review)
- Artikel über aktuelle PC-Hardware-Komponenten mit Bezug auf Computerspiele (z. B. Grafikkarten oder spezielle Eingabegeräte)
- Artikel, Neuigkeiten und Reportagen über die Multiplayer-Szene, insb. E-Sport
- Vorstellung kostenloser Modifikationen, Patches und Tools
- Ein Magazinteil mit Leserbriefen und Reportagen rund um das Thema Computerspiele (z. B. die Entwicklungsgeschichte eines PC-Spieles)
- Die Satire-Seite „Die Vorletzte“

## Wertungssystem
Für die Spieletests wird ein eigens entwickeltes Wertungssystem verwendet.
Es unterscheidet Einzelwertungen und eine Gesamtwertung, die frei vergeben wird.
Bei den Einzelwertungen werden jeweils maximal fünf Punkte in fünf Kategorien vergeben:
- Präsentation
- Spieldesign
- Balance
- Atmosphäre/Story
- Umfang

Als Begründung werden in jeder Kategorie bis zu fünf positive und negative Aspekte aufgezählt.

### GameStar-Awards
Die GameStar-Awards können optional vergeben werden.
| Platin-Award   | bei einer Gesamtwertung von 90 oder höher                                                                           |
| Gold-Award     | bei einer Gesamtwertung von 85 bis 89                                                                               |
| Special-Awards | für besondere Leistungen in einzelnen Kategorien, wie z. B. „für Präsentation“, „für Spieldesign“ oder „für Umfang“ |

Seit 1999 werden jedes Jahr einmal die GameStar-Leserpreise vergeben. Hierbei handelt es sich um einen in mehreren Kategorien von Lesern gewählten Preis. Seit 2005 wird die Veranstaltung gemeinsam mit der Redaktion der GamePro durchgeführt. 2007 wurden die Preise und die zugehörige Veranstaltung in GameStars umbenannt.

## Ausgabearten
- GameStar (Normalausgabe ohne DVD)
- GameStar iPad-Version (via GameStar-Applikation mit Videos)
- GameStar DVD ab 16 (DVD enthält auch Demos mit einer Altersbeschränkung ab 16 Jahren)
- GameStar DVD ab 18 (DVD enthält auch Demos mit einer Altersbeschränkung ab 18 Jahren, in Deutschland nur im Abonnement bzw. in Österreich und der Schweiz auch am Kiosk erhältlich)
- GameStar XL ab 16 (zwei DVDs, die „normale“ DVD und eine Bonus-DVD)
- GameStar XL ab 18 (zwei DVDs, die „normale“ DVD und eine Bonus-DVD; nur im Abonnement erhältlich)
- GameStar-Sonderhefte

### Heft-DVD
Der dem Heft beigelegte Datenträger enthält Demos, Videos, Mods, Patches und seit Ende 2004 (vorher nur sporadisch) Vollversionen von älteren Computerspielen.

### Bonus-DVD
Die der GameStar-XL-Variante beigelegte Bonus-DVD enthält zusätzliche Vollversionen, Demos, Mods sowie Videos in höherer Auflösung.

## Auflagenstatistik
Im vierten Quartal 2014 lag die durchschnittliche monatlich verkaufte Auflage nach IVW bei 71.220 Exemplaren. Das sind 2,43 Prozent (1.772 Hefte) weniger als im Vergleichsquartal des Vorjahres.
Die Abonnentenzahl nahm innerhalb eines Jahres um 11,12 Prozent auf 38.486 Abonnenten ab. Im vierten Quartal 2014 bezogen durchschnittlich 54,03 Prozent der Leser die Zeitschrift im Abonnement.
Seit dem dritten Quartal 2012 enthalten diese Zahlen auch die E-Paper-Verkäufe. Über diesen Vertriebskanal wurden im vierten Quartal 2014 6.720 Exemplare verbreitet; das sind 9,43 % der insgesamt verbreiteten Ausgaben. Etwa 78,1 % davon (5.248 Exemplare) wurden im Abonnement bezogen.
Die geringe Veränderung von 2010 zu 2011 ist auch darauf zurückzuführen, dass die IVW seit dem Quartal 2/2011 unter dem Titel GameStar sowohl das klassische als auch das Taschenformat der Zeitschrift summiert.
Im Jahr 2001 verdoppelte sich die Abonnentenzahl annähernd, da der IDG-Verlag die Abonnements der eingestellten Zeitschrift PC Player übernahm und GameStar ab Heft 07/2001 erstmals eine Ausgabe mit beiliegender DVD – damals noch exklusiv im Abonnement – anbot.
2017 meldete Webedia die GameStar nach Auflagen-Verlusten aus der IVW ab. Im Jahr 2020 wurden laut Verlagsangabe 75.000 Exemplare gedruckt, wovon 45.000 verkauft wurden. Für das Jahr 2021 wurden die Angaben auf 60.000 gedruckte Exemplare herunter korrigiert, wovon 45.000 verkauft wurden. Im Jahr 2023 sind es noch monatlich 45.000 Exemplare, von denen rund 30.000 verkauft werden. Im Jahr 2024 wurde die Anzahl der gedruckten Auflage auf 40.000 Exemplare gesenkt, wovon 21.000 Stück verkauft werden.
| Anzahl der monatlich verkauften Exemplare | Anzahl der monatlich verkauften Exemplare | Anzahl der monatlich verkauften Exemplare | Anzahl der monatlich verkauften Exemplare | Anzahl der monatlich verkauften Exemplare |
| ----------------------------------------- | ----------------------------------------- | ----------------------------------------- | ----------------------------------------- | ----------------------------------------- |
| Quartal                                   |                                           |                                           | Auflage a                                 |                                           |
| IV/1997                                   | IV/1997                                   |                                           | 201.730                                   | 201.730                                   |
| IV/1998                                   | IV/1998                                   |                                           | 250.176                                   | 250.176                                   |
| IV/1999                                   | IV/1999                                   |                                           | 331.535                                   | 331.535                                   |
| IV/2000                                   | IV/2000                                   |                                           | 293.957                                   | 293.957                                   |
| IV/2001                                   | IV/2001                                   |                                           | 352.031                                   | 352.031                                   |
| IV/2002                                   | IV/2002                                   |                                           | 364.873                                   | 364.873                                   |
| IV/2003                                   | IV/2003                                   |                                           | 300.747                                   | 300.747                                   |
| IV/2004                                   | IV/2004                                   |                                           | 303.633                                   | 303.633                                   |
| IV/2005                                   | IV/2005                                   |                                           | 304.323                                   | 304.323                                   |
| IV/2006                                   | IV/2006                                   |                                           | 240.289                                   | 240.289                                   |
| IV/2007                                   | IV/2007                                   |                                           | 201.847                                   | 201.847                                   |
| IV/2008                                   | IV/2008                                   |                                           | 171.866                                   | 171.866                                   |
| IV/2009                                   | IV/2009                                   |                                           | 135.217                                   | 135.217                                   |
| IV/2010                                   | IV/2010                                   |                                           | 120.425                                   | 120.425                                   |
| IV/2011                                   | IV/2011                                   |                                           | 123.861                                   | 123.861                                   |
| IV/2012                                   | IV/2012                                   |                                           | 94.235                                    | 94.235                                    |
| IV/2013                                   | IV/2013                                   |                                           | 72.992                                    | 72.992                                    |
| IV/2014                                   | IV/2014                                   |                                           | 71.220                                    | 71.220                                    |
| IV/2015                                   | IV/2015                                   |                                           | 60.190                                    | 60.190                                    |
| III/2016                                  | III/2016                                  |                                           | 54.358                                    | 54.358                                    |
| Quelle: IVW, GameStar für IV/1997         |                                           |                                           |                                           |                                           |

| Anzahl der Abonnements | Anzahl der Abonnements | Anzahl der Abonnements | Anzahl der Abonnements | Anzahl der Abonnements |
| ---------------------- | ---------------------- | ---------------------- | ---------------------- | ---------------------- |
| Quartal                |                        |                        | Abos a                 |                        |
| IV/1997                | IV/1997                |                        | k. A.                  | k. A.                  |
| IV/1998                | IV/1998                |                        | 24.923                 | 24.923                 |
| IV/1999                | IV/1999                |                        | 38.263                 | 38.263                 |
| IV/2000                | IV/2000                |                        | 47.783                 | 47.783                 |
| IV/2001                | IV/2001                |                        | 83.741                 | 83.741                 |
| IV/2002                | IV/2002                |                        | 81.629                 | 81.629                 |
| IV/2003                | IV/2003                |                        | 88.876                 | 88.876                 |
| IV/2004                | IV/2004                |                        | 84.032                 | 84.032                 |
| IV/2005                | IV/2005                |                        | 80.922                 | 80.922                 |
| IV/2006                | IV/2006                |                        | 77.508                 | 77.508                 |
| IV/2007                | IV/2007                |                        | 72.987                 | 72.987                 |
| IV/2008                | IV/2008                |                        | 60.936                 | 60.936                 |
| IV/2009                | IV/2009                |                        | 59.178                 | 59.178                 |
| IV/2010                | IV/2010                |                        | 53.444                 | 53.444                 |
| IV/2011                | IV/2011                |                        | 47.406                 | 47.406                 |
| IV/2012                | IV/2012                |                        | 48.679                 | 48.679                 |
| IV/2013                | IV/2013                |                        | 43.300                 | 43.300                 |
| IV/2014                | IV/2014                |                        | 38.486                 | 38.486                 |
| IV/2015                | IV/2015                |                        | 36.357                 | 36.357                 |
| Quelle: IVW            |                        |                        |                        |                        |

## Onlineangebot
Das Forum GameStar-Pinboard (GSPB) von GameStar reiht sich international unter den 150 größten Internetforen (Boards) ein. Hauptsächlich dreht es sich in diesem Forum um die Themen Computer, Internet, Spiele und sonstige Medien.
Seit dem 13. März 2002 betreibt GameStar den kostenpflichtigen Online-Service GameStar.de Premium, der u. a. Gameserver, schnellere Downloads, spezielle Foren und mit GameStar TV zweimal wöchentlich Nachrichten aus der Computerspiele-Szene in Form von redaktionell aufbereiteten Videos bieten soll.
Am 17. Juni 2014 wurde Premium durch GameStar Plus ersetzt, ein erweitertes Angebot mit exklusiven Artikeln, Videos, Spiele-Vollversionen und (seit Februar 2017) Podcast-Episoden. Plus-Mitglieder nutzen GameStar.de zudem werbefrei.

### GameStarClanliga
GameStar.de betrieb seit dem 10. Oktober 2000 eine national anerkannte Online-Liga für mehrere PC-Spiele (mittlerweile GameStar Clanturnier). Unter anderem wurden Spiele wie Counter-Strike, Counter-Strike: Source, Pro Evolution Soccer 6, Warcraft III: Reign of Chaos sowie Tactical Ops: Assault on Terror und Conflict: Denied Ops gespielt. Inzwischen ist der Spielbetrieb der Clanliga jedoch eingestellt. Die Spiele wurden teilweise live im Internet übertragen und erreichten bis zu 100.000 Zuschauer. Es wurden Preisgelder von bis zu 35.000 DM ausgegeben.

### GameStarLadder
Neben der Clanliga wurde im September 2005 die erste GameStar-Multiplayer-Rangliste (Ladder) mit Counter-Strike: Source gestartet. Einen Monat später kam Wolfenstein: Enemy Territory als zweites Spiel hinzu. Need for Speed: Most Wanted, Pro Evolution Soccer 5 sowie Quake 4 folgten kurz darauf. Über 1.200 Teams mit mehr als 2.500 Spielern zählte die heute nicht mehr existierende Rangliste im November 2006.

### GameStarPodcast
Der GameStar-Podcast war ein alle 14 Tage erscheinender, jeweils 15- bis 30-minütiger Podcast zum Thema Computerspiele und wurde vom GameStar-Online-Redakteur Michael Obermeier moderiert. Die erste Folge erschien am 18. Januar 2007, die letzte, regelmäßig erscheinende Folge (Nummer 70) erschien am 10. Juni 2010. Seither wurde nur noch eine Sonderfolge (siehe unten) mit einer Vorschau auf das Spielejahr 2011 veröffentlicht.
Seit dem 18. Februar 2017 gibt es einen neuen, wöchentlich erscheinenden GameStar-Podcast, federführend betreut von den Redakteuren Michael Graf, Dimitry Halley und Maurice Weber. Die neuen Podcast-Episoden dauern jeweils rund eine Stunde. Meist diskutieren drei GameStar-Mitarbeiter (oder auch mal ein Gast) über Hintergrundthemen. Der Podcast erscheint wöchentlich. Jede zweite Folge des Podcasts erscheint ausschließlich für Mitglieder von GameStar Plus.

### GameStar Server Down Show
Die einmal wöchentlich, mittwochs erscheinende, etwa 30 Minuten lange GameStar Server Down Show wurde von Hendrik Weins und Christoph Klapetek moderiert. In den späteren Ausgaben gesellte sich noch Maxi Gräff hinzu. Themen der Show waren meist Plaudereien über aktuelle Computerspiele und Informationen zum Computerspiel World of Warcraft. An Spieler von letzterem richtete sich die Show insbesondere auch durch ihre Erscheinungszeit während der wöchentlichen Updatezeiten von World of Warcraft. Später behandelte die Sendung allerdings auch andere bekannte Computerspiele des MMORPG-Genres. Dazu wurde in der Regel ein MMORPG zum Hauptthema der jeweiligen Sendung erklärt und dieses häufig durch eingeladene Gäste näher beleuchtet. Die Server Down Show war auch über die iTunes von Apple abrufbar.
Die Server Down Show wurde am 28. März 2012 mit der Veröffentlichung der 200. Folge, und dem Verweis auf eine Kreativpause, eingestellt. Seitdem wurden keine neuen Folgen produziert. Weins verließ die GameStar im Juni 2013.

### GameStarauf YouTube
Mit etwa 1,43 Mio. Abonnenten betreibt GameStar einen der größten redaktionellen Gamingkänale Europas auf YouTube. Wiederkehrende Inhalte und Formate sind News zu Spieleveröffentlichungen, Was ist…?, Top-Listen rund um Spiele, Tests und Reviews.
Am 1. Dezember 2012 startete mit dem YouTube-Kanal High5 ein neues Projekt von IDG Entertainment Media (damalige Muttergesellschaft von GameStar und GamePro). Die Videos widmeten sich dem interaktiven, digitalen Entertainment sowie der Popkultur des 21. Jahrhunderts und wurden unter anderem von Maxi Gräff, Nino Kerl, Florian Heider und Michael Obermeier moderiert. Ursprünglich gehörten auch William Patin, David Hain, Fabian Siegismund und Kristin Knillmann zum High5-Team. Diese verließen IDG Entertainment Media und das Projekt aber im Juni, August und November 2013. Ebenfalls im Juni 2013 erreichte der Kanal 100.000 Abonnenten und Ende 2014 waren es schon über 200.000. High5 wurde offiziell am 28. September 2015 eingestellt.
Nach dem Ende von High5 wurden die Ableger „Nerdkultur“ (Marco Risch) und „Der Heider“ (Florian Heider) aus den Resten der High5-Crew ins Leben gerufen. Meist werden die Videos von „Nerdkultur“ auf der GameStar-Webseite präsentiert. Florian Heider kündigte am 12. Januar an, dass er Webedia, und damit auch GameStar, verlässt. Nino Kerl, der schon während des Bestehens von High5 den Kanal „Ninotakutv“ betrieb, expandierte mit dem Spezialkanal „toykyo“ im Mai 2015.